# ورژ آقاجانیان
ورژ آقاجانیان (Վրեժ Աղաջանյան) یک سیاستمدار و کارآفرین ارمنی‌تبار اهل ایالات متحده آمریکا است که از تاریخ ۱۳ آوریل ۲۰۲۰ تا تاریخ آوریل ۲۰۲۱ سمت شهرداری شهر گلندیل را برعهده داشت. وی همچنین مجری، مفسر تلویزیونی و مدیرعامل شبکه AABC را می‌باشد. وی در آوریل ۲۰۱۷ به عنوان عضو شورای شهر گلندیل برگزیده شد و تا مارس ۲۰۲۲ این سمت را برعهده خواهد داشت. وی با دیانا آقاجانیان ازدواج نموده‌است و دو فرزند دارد. آرسن بایبوردیان کنسول جمهوری ارمنستان در لس آنجلس برگزیده شدن به این سمت را به آقاجانیان تبریک گفته‌است. وی مدرک مهندسی حرفه‌ای کالیفرنیا را دارد.

## سمت‌ها
- رئیس گروه مسکن گلندیل
- عضو هیئت مدیره فرودگاه بربنک-گلندیل-پاسادینا
- عضو و رئیس پیشین مهندسیان و دانشمندان ارمنی آمریکا
- عضو هیئت مدیره بنیاد پلیس گلندیل
- عضو و عضو هیئت مدیره پیشین باشگاه کیوانیس گلندیل
- رئیس هیئت امنای انجمن ارمنیان لس آنجلس
- حسابرس بنیاد آموزشی DM
- رئیس هیئت امنای یتیم خانه شوشی